# Georg Mischon
Georg Joseph Mischon (* 28. Juli 1907 in Bern; † unbekannt) war ein Schweizer Feldhandballspieler.

## Leben
Mischon gehörte zum Aufgebot der Schweizer Handballnationalmannschaft bei deren 1. Länderspiel. Mischon erzielte dabei zwei Tore. Bei den Olympischen Spielen 1936 in Berlin gewann er mit der Mannschaft die Bronzemedaille und absolvierte dabei vier der fünf Spiele. Nach den Olympischen Spielen, beendete er seine Karriere in der Nationalmannschaft aufgrund seines Alters.